# James Thompson (remero)
James Thompson (Ciudad del Cabo, 18 de noviembre de 1986) es un deportista sudafricano que compitió en remo.
Participó en dos Juegos Olímpicos de Verano, obteniendo una medalla de oro en Londres 2012, en la prueba de cuatro sin timonel ligero, y el cuarto lugar en Río de Janeiro 2016, en el doble scull ligero.
Ganó una medalla de oro en el Campeonato Mundial de Remo de 2014, en la prueba de doble scull ligero.

## Palmarés internacional
| Juegos Olímpicos   | Juegos Olímpicos         | Juegos Olímpicos | Juegos Olímpicos          |
| Año                | Lugar                    | Medalla          | Prueba                    |
| ------------------ | ------------------------ | ---------------- | ------------------------- |
| 2012               | Londres (Reino Unido)    | Medalla de oro   | Cuatro sin timonel ligero |
| Campeonato Mundial |                          |                  |                           |
| Año                | Lugar                    | Medalla          | Prueba                    |
| 2014               | Ámsterdam (Países Bajos) | Medalla de oro   | Doble scull ligero        |